# Szentjánosbogarak sírja

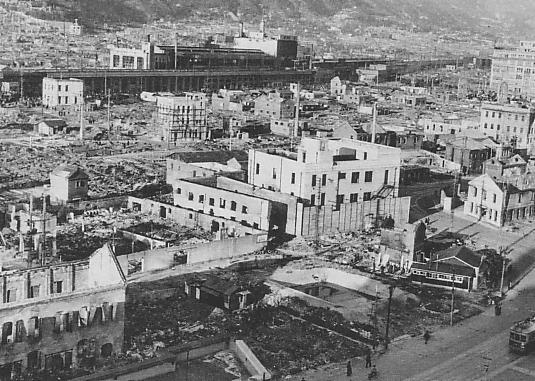
Kóbe város bombázása a második világháború alatt, 1945-ben

A Szentjánosbogarak sírja (más fordításban: A szentjánosbogarak temetője, angol cím: Grave of the Fireflies, eredeti japán cím:  火垂るの墓, nyugaton: Hotaru no haka) 1988-as japán rajzfilm, háborús dráma. A filmet írta és rendezte Takahata Iszao.
A Sincsósa cég első produkciója, akik a Studio Ghiblit bízták meg az animáció elkészítésével. A film az azonos című, 1967-ben megjelent regény adaptációja, aminek írója Noszaka Akijuki. Az író saját élete alapján írta meg a történetet.
Roger Ebert filmkritikus szerint ez az egyik legerőteljesebb háborúellenes film.
Ernest Rister rajzfilmtörténész a filmet Steven Spielberg Schindler listájához hasonlítja, és azt mondja róla: „Az animációk között a legmélyebben emberi, amit valaha láttam.”

## Rövid történet
A második világháború vége felé Japánban egy árván maradt testvérpár sorsának alakulása.

## Cselekmény
A történet elején egy fiatal fiú azt mondja, hogy meghalt és el fogja mesélni a történetét. Ugyanőt látjuk egy oszlophoz támaszkodva; ott is egy fiatal, de szakadt ruhájú fiú ül és maga elé mered, majd eldől. Két takarító jön, akik megállapítják, hogy az éhségtől ő is meg fog halni, mert a szeme már a semmibe mered. Hasonló helyzetben többen is haldokolnak. Az egyik takarító a fiú zsebében egy cukorkás fémdobozt talál, azonban csak por van benne, ezért elhajítja. A dobozból szentjánosbogarak repülnek ki, majd egy kislány szelleme bukkan elő. Nemsokára a fiú is megjelenik, katonaruhában. A kislány odaszalad hozzá.
Ezután a fiú visszaemlékezései következnek.
A második világháború vége felé, Japánban amerikai B–29 Superfortress repülőgépek rendszeresen lakóépületeket bombáznak gyújtóbombákkal. Szeita, a nagyfiú a házuk udvarában egy gödröt ásott, és egy nagy edényben különféle élelmiszereket helyezett el. Amikor megszólal a légiriadó, anyja az óvóhely felé indul, Szeita pedig a kishúgát, Szecukót a hátára kötözve menekül, de egy-két ottfelejtett holmi miatt visszaszaladva lemaradnak anyjuktól. Apjuk nincs velük, mivel a tengerészetnél mint tiszt harcol a háborúban. A két gyerek megússza a légitámadást, anyjuk azonban súlyos sérüléseket szenved és nem sokkal később meghal.
A két gyerek egyik nagynénjükhöz megy, aki befogadja őket. A nagynéni meggyőzi Szeitát, hogy adják el anyja kimonóit, mert cserébe rizst lehet kapni. Szeita visszamegy az elásott élelmiszerekért, aminek nagynénje nagyon megörül. Hamarosan azonban ez is elfogy és a nagynéni egyre inkább ellenségesen viselkedik a két árvával, akiket ingyenélőknek nevez.
Szeita és Szecuko elhatározzák, hogy elköltöznek onnan és egy elhagyott, de idilli környezetben lévő óvóhelyre mennek, ahol hamarosan berendezkednek. Mivel Szecuko fél a sötétben, Szeita szentjánosbogarakat fog, és a szúnyogháló alatt, ahol alszanak, elereszti őket. A szentjánosbogarak gyönyörűen világítanak. Másnap reggel azonban Szecuko állapítja meg, hogy a bogarak elpusztultak és egy lyukba temeti őket.
Életük megint rosszra fordul, amikor Szeita már nem tud mit adni a parasztoknak, akiknek szintén nincs fölösleges ennivalójuk. Szeita a bombázások alatt az elhagyott házakba besurranva keres ennivalót, és attól sem riad vissza, hogy a parasztok földjeiről ennivalót lopjon. Amikor egyszer rajtaveszt és elkapják. Szeitában akkor tudatosul, hogy mit tett, amikor Szecuko hiába hívja magához. A rendőrségre kerül, ahol emberségesen bánnak vele és elengedik.
Szecuko ekkor már nagyon le van gyengülve, a testét kiütések borítják. Szeita elviszi orvoshoz, aki csak annyit állapít meg, hogy a gyereknek semmi baja, csak táplálékra van szüksége és rendbe jön. Szeita kétségbeesésében kiveszi anyja összes megtakarított pénzét a bankból és alaposan bevásárol. A bankban meghallja, hogy a háborúnak vége, Japán feltétel nélkül megadta magát. Amikor a flotta felől kérdezősködik, azt a választ kapja, hogy valószínűleg az összes hajó elsüllyedt. Szeita előveszi a zubbonyából apja gyűrött fényképét, aki minden bizonnyal meghalt.
Amikor visszatér búvóhelyükre, Szecuko hallucinál, gyöngyöket vett a szájába, mert azt hitte, hogy azok cukorkák és sárból készült „rizslabdákkal” kínálja Szeitát, amiket ő készített...
A bátyja gyorsan ad neki egy kis görögdinnyét, amit hálásan megköszön, majd elalszik. Szeita kását akar neki főzni, azonban kishúga másnap reggelre meghal. Szeita képtelen elszakadni mellőle. Pár nap múlva az élelmiszerért szantálfát vásárol, mert azt hallja valakitől, hogy „az jól ég”. Kishúgát a holmijaival együtt egy nagy kosárba helyezi, majd elégeti. Hamvait a cukrosdobozba helyezi. Szeita még látja maga előtt, amint Szecuko nevetve szaladgál a lakhelyüknél, hintázik, vagy lepkét kerget... Ezért képtelen tovább ott maradni.
A történet végén visszakerülünk a kezdő helyszínre, ahol Szecuko és Szeita jól öltözött, egészséges szelleme boldogan találkozik, és egy padra ülnek, ahonnan az immár modern Kóbe felhőkarcolói láthatók.

## Szereplők hangja
- Tsutomu Tatsumi – Szeita hangja (Crespo Rodrigo)
- Ayano Shiraishi – Szecukó hangja (Ungvári Zsófi)
- Yoshiko Shinohara – Anya (Árkosi Kati)
- Akemi Yamaguchi – Nagynéni hangja (Spilák Klára)

További szereplők magyar hangja: Haffner Anikó, Kajtár Róbert, Rudas István, Talmács Márta, Várday Zoltán, Végh Ferenc

## A történet eredete
Bár a film nem írja ki, de „igaz történeten alapul”. Noszaka Akijuki 1945-ben elvesztette a kishúgát a háborútól sújtott Japánban, mert nem tudta megfelelően táplálni. Haláláért mindig magát hibáztatta, és engesztelésül megírta a regényt, ami önéletrajznak is tekinthető.
Néhány kritikus a Szentjánosbogarak sírját háborúellenes filmnek fogja fel annak ábrázolásmódja és érzelmi töltése miatt. A háború negatív következményeit a filmben a nem a harcoló katonák, hanem a civilek szenvedik el.
A film egy testvérpár személyes tragédiáját mutatja be, amit a háború okozott nekik és nem próbálja meg hősies harcnak beállítani a háborúban szemben álló felek küzdelmét. Azt hangsúlyozza, hogy a háború a társadalmi működés legnagyobb kudarca, mert a társadalom nem tudja teljesíteni egyik legfontosabb feladatát: megvédeni az ártatlanokat.

## A szentjánosbogarak szimbolizmusa
A filmben a szentjánosbogarak többféle formában megjelennek:
- tényleges szentjánosbogarak (amik világítanak nekik és másnapra meghalnak)
- a gyermekek maguk, különösen Szecuko, aki fiatalon hal meg
- kamikaze repülők és pilótáik: Szecuko megfigyeli, hogy egy elhaladó kamikaze repülőgép szentjánosbogárra hasonlít
- gyújtóbombák (hangtalan, apró fénypontoknak látszva hullanak le)

A kifejlett szentjánosbogarak, amik fényt bocsátanak ki, 2-3 hétig élnek, és hagyományosan az elmúlás jelképei Japánban.
A szentjánosbogarak egyik faja, a Heikebotaru (平家蛍, Luciola lateralis), Japán nyugati részén él, a nevét úgy kapta, hogy a folyók és tavak fölött látható fényüket az hagyomány a Taira család lelkeinek tartja. A család minden tagja meghalt a Dannoura-csatában (a történelem által számon tartott tengeri csata).

## Zenéje
A film eredeti zenéjét Mamija Micsio japán zeneszerző alkotta, aki több más Ghibli film alkotásában részt vett. Mamija a barokk és általában az európai klasszikus zene szakértője.
Az „Otthon, édes otthon” című dalt Amelita Galli-Curci koloratúr-szoprán adja elő.

## Élőszereplős változat
A japán Nippon Television a második világháború befejezésének 60. évfordulójára elkészítette a Szentjánosbogarak sírja élőszereplős változatát. A filmet 2005. november 1-jén mutatták be.
A rajzfilmhez hasonlóan itt is két árva küzdelmét ábrázolják a háború végi Japánban, de lényeges különbség, hogy mindezt a nagynéni szemszögéből, aki a háború előtti kedves asszonyból szívtelen mostohává alakul a körülmények hatására.
A nagynéni szerepét Macusima Nanako, a lányát Inoue Mao játssza. A film 2 óra 28 perc hosszú.
A feldolgozásról Noszaka Akijuki, a könyv írója megjegyezte, hogy az lazán kezeli az eredeti történetszálat, de mindenképpen hálás a filmnek, hogy felhívja az emberek figyelmét a ma is zajló háborúk borzalmaira.
Egy másik élőszereplős változat (Tombstone of the Fireflies) Japánban 2008. július 5-én jelent meg.

## Megjelenések

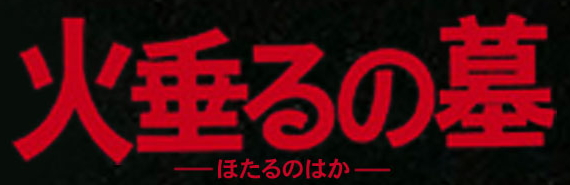
A film japán logója

A filmet Japánban Mijazaki Hajao könnyedebb hangvételű rajzfilmjével, a Totoro – A varázserdő titkával együtt vetítették. Bár mindkét filmet úgy reklámozták, hogy gyerekek és szüleik nézzék meg, a Szentjánosbogarak sírja a rendkívül nyomasztó hangulata miatt kevés nézőt vonzott. A Totoro mesefigurák azonban jól fogytak, így a vállalkozás nyereségessé vált és ez lehetővé tette a Studio Ghibli számára további filmek készítését.
A Szentjánosbogarak sírja az egyetlen olyan Studio Ghibli film, amit nem a The Walt Disney Company forgalmazott az Egyesült Államokban, mert a filmet nem az anyavállalat, a Tokuma Sóten készítette, hanem a Sincsósa, az eredeti könyv kiadója. A Szentjánosbogarak sírja kiadója az Egyesült Államokban a Central Park Media volt, a film két lemezen jelent meg. Az első tartalmazza a vágatlan filmet angol és japán szinkronnal (angol felirattal), valamint a film storyboard-ját (= „vázlatkönyv”). A második lemez extrákat tartalmaz, köztük a könyv szerzőjének visszaemlékezéseit, és egy interjút Takahata Iszaóval, a film rendezőjével és a jól ismert filmkritikussal, Roger Eberttel, aki több ízben kifejtette, hogy miért csodálja a filmet.
A Central Park Media 2009-es csődjét követően az A.D. Vision szerezte meg a film terjesztési jogait és 2009. július 7-én kiadták a filmet DVD-n. 2009 szeptember 1. után a filmet az ADV utódja, az AEsir Holdings birtokolja; a Section23 Films terjeszti.

## Fogadtatás
| forrás             | kritikus        | érték / pontszám                                                                                  | megjegyzés                           |
| ------------------ | --------------- | ------------------------------------------------------------------------------------------------- | ------------------------------------ |
| Movie Freaks 365   | Stan Stepanic   | 10 / 10                                                                                           | mozikritika                          |
| Anime News Network | Mike Crandol    | összesen (szinkronos): A- összesen (feliratos): A+ történet: A animáció: B+ ábrázolás: A zene: B+ | DVD/mozikritika, Gyűjtői kiadású DVD |
| AnimeOnDVD         | Chris Beveridge | tartalom: A audio: B+ video: A csomagolás: A- menük: B+ extrák: A+                                | DVD/mozikritika, Gyűjtői kiadású DVD |
| THEM Anime Reviews | Raphael See     | 5 / 5                                                                                             | mozikritika                          |

2011. június 20-án a film a 124. helyen állt az IMDb „legjobb 250 film” listáján, ahol az értékelések a nézők szavazatai alapján alakulnak ki (sokszor több tíz- vagy akár százezer szavazat alapján). A filmkritikusok véleményét összegző Rotten Tomatoes 96%-ra értékelte. A Rotten Tomatoes így összegzi a véleményeket: „A »Szentjánosbogarak temetője« fájdalmasan szomorú háborúellenes film, a Studio Ghibli egyik legszebb alkotása.”
A Szentjánosbogarak sírja felkerült a Time Out „legjobb 50 animációs film” listájára.
Roger Ebert filmkritikus a saját "Great Movies List"-jére vette fel („a legnagyszerűbb filmek”), és azt mondta róla: „Olyan erőteljes érzelmi tapasztalatot nyújt, ami az animáció újragondolására késztet.”

## Díjak és jelölések
- 1989:
  - Blue Ribbon Awards – Special Award
- 1994:
  - Chicago International Children's Film Festival
    - Animated Feature Film
    - Rights of the Child Award